# 永島孝
永島 孝（ながしま たかし、1935年 - ）は、日本の数学者。
専門は数学基礎論。学位は、理学修士（東京教育大学）。
主な業績は、Craig-Maehara-Schütte の補間定理の精密化、および金子守等との共同研究による共通認識の論理。